# 뻑가
뻑가는 대한민국의 유튜버로 정치, 경제, 연예, 최근에 일어난 사건 등등에 관한 이슈를 오직 편향된 자신의 논리로 정리하여 업로드하는 대한민국의 우파, 좌파가 아닌 극단주의, 흡사 나치즘 같이 사회적 폭포현상을 통해 사회 분열과 혐오를 조장하는 일명 익명 사이버렉카로 불리고 있다. 
bj 과즙세연의 소송을 대리하는 법무법인이 미국으로부터 일부 개인정보 승인을 받아 서울에 거주하는 30대 후반으로 확인됐다.

## 사건사고 및 논란

### 딥페이크 피해자 우롱
뻑가는 최근 딥페이크 범죄 피해자에 대한 우롱과 사이버블링을 통해 피해자에 대한 2차 가해와 사회적 혼란을 가중시켰다. 딥페이크는 디지털성범죄로 10대 청소년을 비롯한 많은 피해자가 발생하고 있음에도, 뻑가는 딥페이크 범죄자를 두둔하고, 범죄피해자에 대한 사이버블링을 하였다. 이것은 뻑가가 딥페이크 범죄자의 공범일 수도 있다는 의혹을 갖게 만든다.더욱이 이 사건으로 인하여 유튜브는 뻑가 채널의 수익을 정지시켰다.   

### 사이버블링
유튜브에 김연경, 박세리, 지소연, 안산, 재재, 박나래, 핫펠트, 전효성, 예리, 츄, 오은영, 정은경, 프리지아, 여성 경찰관, 진명여자고등학교 동문, 스트릿 우먼 파이터, 윤지선, 윤김지영 등을 저격하는 영상 제작하여 이들을 비난했다.  

### 사이버블링 사망사건(크리에이터 잼미 사망사건)
잼미님에 관한 여러 편의 영상을 만든 이슈 유튜버 뻑가는 2022년 2월 5일 잼미님이 극단적 선택으로 인해 사망한 사건(사망일자는 2022년 1월 2X일)이 알려진 이후, 잼미님 사망사건에 관련된 해명 영상을 마지막으로 올리고 잠적했다. 결국 SBS 《그것이 알고싶다》1297회의 사이버렉카 편에 이슈 유튜버 B 씨로 나온 뻑가가 등장했다.
뻑가는 잼미님을 남성혐오 논란이 있는 인터넷 용어와 손동작을 사용했다는 이유로 메갈리아, 페미니스트 등으로 매도했다. 그 이후 위키트리, 인사이트 등에서도 잼미님을 저격하는 기사를 올리기 시작했고, 그 이후 이슈가 더 커지면서 뻑가는 잼미님의 논란에 관련된 영상을 만들었다. 그리고 그 영상이 유튜브를 통해 알려진 이후 악성 댓글에 시달리다가 2019년 잼미님 부모님이 사망, 2022년 잼미님 자신도 사망했다. 
잼미님은 2019년 페미니스트 논란에 대해 자신은 페미니스트가 아니며, 남성혐오를 하지 않는다고 해명했고, 2020년 5월 방송에서 “악플 때문에 우울증약을 먹고 있으며, 방송을 중단하겠다”고 선언했다. 
중앙일보의 기자와 네티즌들은 잼미님 사망 사건의 원인은 악성 댓글을 단 네티즌들(디시인사이드 갤러리, 에펨코리아 등 인터넷 커뮤니티 유저들)과 영향력을 이용해 악성 네티즌들을 선동한 지휘자 뻑가에 있다고 비판하고 있다.
이후 자살 사건이 알려진 이후 그 날에 올린 청와대 국민청원 게시글에서 '모녀 살인범 가해자 유튜버와 에펨코리아와 디시인사이드 커뮤니티 회원들을 강력 처벌을 요청합니다.'라는 글이 하루 만에 3만 명 이상 동의를 얻었다. 이후 국민 청원 글은 일주일 만에 동의 수가 23만 명 이상 돌파했다.